# Rio Aura
O rio Aura (em finlandês:  Aurajoki,  PRONÚNCIA; em sueco:  Aura å) é um curso de água do sudoeste da Finlândia.

Nasce em Oripää, passa por  Pöytis, Aura e Lundo, indo desaguar no mar Báltico, perto de Turku.

Tem uma extensão de 65 km.